# Minettia vockerothi
Minettia vockerothi är en tvåvingeart som beskrevs av Mitsuhiro Sasakawa 1998. Minettia vockerothi ingår i släktet Minettia och familjen lövflugor. Inga underarter finns listade i Catalogue of Life.